# 濟公 (電影)
《濟公》，是由香港喜劇巨星周星馳主演的电影，於1993年上演，導演為杜琪峯。此片是把癲僧济公的傳奇故事加以包裝，在喜劇之間點出人間有情的主題。除了有周星馳演出外，還包括當時未成為金像影帝的黃秋生，和兩位金像影后梅艷芳和張曼玉主演。
儘管由導演以至演員陣容龐大，有評論認為此片搞笑元素不足，各演員未能演繹出喜劇感覺。原因是此片雖然是周星馳領銜主演，但風格上以杜琪峯的元素比較多。因此電影拍竣後，周星馳與杜琪峯之間常有不和的傳聞，而杜琪峯亦長達一年多沒有拍攝電影以思考自己的去向。另外，儘管本片評價不一，卻仍是電視上重播率很高的電影之一。

## 劇情
降龍羅漢與諸位仙班發生齟齬，眾仙指控降龍不顧天庭規矩任意妄為，降龍則指責眾神弄權，罔顧人間疾苦。幸得觀世音菩薩從中調解並支持降龍，眾仙最後與降龍達成協議並打賭，若降龍下凡後能在指定時限內改變三個凡人命數便得勝，否則永不能回天庭。於是降龍投胎為「濟癲」和尚一面遊戲人間，一面普渡眾生，並伺機接近目標人物：九世乞丐、九世野雞（妓女）及九世惡人。濟公為了達成感化目的曾與邪神黑羅剎打交道弄得人神共憤，但最終犧牲自己肉身與金身打敗黑羅剎，而他的所為也改變了三人命運，因此打賭得勝，圓寂後回復真身重返天庭，並晉升為降龍尊者。

## 人物角色
| 演員   | 角色                     | 關係 |
| 周星馳 | 濟公 / 李修緣 / 降龍羅漢 | 主角，與眾仙打賭下凡投胎為凡人，俗名李修緣、法名「濟癲」，最後擊敗黑羅剎並成功改變三位凡人命格，由羅漢升級為尊者                           |
| 張曼玉 | 白小玉                   | 九世野雞，愛慕濟癲，對愛情絕望後自毀花容，並從良改賣豆腐                                                                                   |
| 黃秋生 | / 大種                   | 九世乞丐，膽小懦弱沒自信，喜歡白小玉。被袁霸天殺死，臨死前吼出自己本名找回自尊而擺脫乞丐命格，在下一世投胎富貴之家                         |
| 吳孟達 | 伏虎羅漢                 | 降龍好兄弟，為了幫助降龍私自下凡投胎，智商只得嬰孩程度，食量極大且幾乎無所不吃                                                             |
| 潘恆生 | 國清寺住持               | 濟癲的師父。為人怪裡怪氣，但非常欣賞濟癲，最後協助濟癲擊敗黑羅剎，為肉身壞滅的濟癲念佛                                                     |
| 黃志強 | 袁霸天                   | 九世惡人，黑羅剎僕人，殺人如麻的暴徒，被濟癲點化而醒悟黑羅剎只是利用自己，死前發誓來世不願為人，後來轉世成豬                               |
| 黃一飛 | 天將麒麟怪               | 南天門守將，與降龍、伏虎一同胡搞瞎搞的好兄弟，嘴賤但一路暗中幫助降龍                                                                       |
| 梅艷芳 | 觀世音菩薩               | 九重天的菩薩，力排眾議支持降龍，促成降龍與眾仙打賭的仲裁者                                                                                 |
| 盧海鵬 | 王母娘娘                 | 與降龍吵架的神仙之一，蟠桃被降龍偷吃和餵飼牛郎的牛                                                                                         |
| 陳欣健 | 二郎神                   | 與降龍吵架的神仙之一，哮天犬被降龍偷煮來吃，第三眼亦被對方刺瞎                                                                             |
| 劉天賜 | 玉皇大帝                 | 與降龍吵架的神仙之一，堅持凡事皆有定數，降龍對其拘泥古板的行事風格非常不滿                                                                 |
| 黃新   | 月老                     | 與降龍吵架的神仙之一，向玉帝狀告降龍擾亂人間姻緣，降龍則不滿他年老昏聩，不肯撮合良緣                                                       |
| 曾近榮 | 財神                     | 與降龍吵架的神仙之一，常嚷著要與降龍單挑，被眾仙阻止                                                                                       |
| 鄭家生 | 灶君                     | 與降龍吵架的神仙之一，向玉帝狀告降龍串通喜鵲容許牛郎和織女天天相會，降龍則指他因不滿供品常在天庭說凡人壞話                                 |
| 杨佑祥 | 阎王                     | 與降龍吵架的神仙之一，向玉帝狀告降龍擾亂人間生死，降龍則不滿他不近人情使人枉死                                                             |
| 陳惠敏 | 土地公                   | 降龍轉世為濟癲後在凡間的幫助者，濟癲拿自己的金身與黑羅剎交易後以為他墮入邪道，隨眾仙逃離國清寺                                             |
| 陈志良 | 黑罗刹                   | 邪神，與佛祖有過節，專抓孤魂野鬼，以石頭製成「死心」騙袁霸天效忠自己，又出爾反爾奪去濟癲金身及大種魂魄，並企圖在月蝕之夜奪回國清寺內的權杖 |
| 刘江   | 李茂春                   | 節度使，濟癲之父，為官清廉，被行跡古怪的濟癲氣死                                                                                           |
| 鮑起靜 | 李夫人                   | 濟癲之母，與丈夫一同被行跡古怪的濟癲氣死                                                                                                   |
| 黃一山 | 借茅廁者                 | 借李茂春家如廁，妻子生出觀音給降龍的寶扇                                                                                                   |
| 司馬燕 | 借茅廁者妻               | 借李茂春家如廁，於廁所生出降龍的寶扇 |
| 苑瓊丹 | 街邊婦女                 | 因看不慣濟癲扮鬼欺負大種，而出手教訓 |
| 龍天生 | 神棍道士                 | 騙吃騙喝的江湖術士，自稱「降龍齊天大聖制霸尊者」，利用村莊發生瘟疫斂財，曾煽動群眾活燒小玉                                                 |
| 許思敏 | 徐愛貞                   | 龜婆 |

## 播放時間
| 香港 香港開電視 星期日21:00-23:00節目       | 香港 香港開電視 星期日21:00-23:00節目 | 香港 香港開電視 星期日21:00-23:00節目 |
| ------------------------------------------- | ------------------------------------- | ------------------------------------- |
|                                             | （Sunday 開戲）濟公 （2022年3月13日） |                                       |
| 香港賽馬會特約：小事大意義（2022年3月13日） | 世界多美麗 （2022年3月13日）          |                                       |

## 外部連結
- 開眼電影網上《濟公》的資料（繁體中文）
- 豆瓣电影上《濟公》的資料 （简体中文）
- 时光网上《濟公》的資料（简体中文）
- 1905电影网上《濟公》的资料（简体中文）
- 爛番茄上《濟公》的資料（英文）
- 香港影庫上《濟公》的資料（繁體中文）
- 互联网电影数据库（IMDb）上《濟公》的资料（英文）